# Human Being
Human Being est le troisième album de Seal.

## Titres
1. Human Beings - 4:36
2. State Of Grace - 5:00
3. Latest Craze - 4:28
4. Just Like You Said - 4:14
5. Princess - 1:58
6. Lost My Faith - 4:36
7. Excerpt From - 3:04
8. When A Man Is Wrong - 4:18
9. Colour - 5:22
10. Still Love Remains - 5:54
11. No Easy Way - 4:48
12. Human Beings (Reprise) - 3:22